# 原口幸一
原口 幸一（はらぐち こういち、1974年1月3日 - ）は、男子陸上競技（長距離走・マラソン）元選手。鹿児島県大崎町出身。

## 経歴・人物
鹿児島県私立志布志実業高等学校（現・尚志館高等学校）卒業後、1992年京セラ入社。2000年、京セラ男子陸上競技部が廃部の為、2001年に広島日出国監督が率いる沖電気陸上競技部へランニングコーチとして入社。2005年全日本実業団女子駅伝では、雪が降りしきる中、3位入賞など数々の実績を挙げている。2009年3月末をもって廃部となった。2010年12月、久留米工業大学女子駅伝部監督に就任。

## 現役選手時代
京セラ時代の1994年2月に、延岡西日本マラソンに出場5位に終わった。同大会が初マラソンで、1996年長野信毎マラソンで初優勝。
1997年福岡国際マラソンで出した2時間15分17秒が自己タイムである。
1997年4月ギリシャ、ロードス島で開催されたロードス国際マラソンでも優勝（日本陸上競技連盟派遣）、ニューイヤー駅伝（全日本実業団駅伝）にも1997年から4度出場など駅伝やトラック競技、ロードレース大会などで活躍。

## 指導者時代
沖電気時代は2001年から女子選手の、ランニングコーチを務める。コーチ業を行いながら、各種目の大会にも出場。西日本各県対抗九州一周駅伝大会では、宮崎県代表で出場し4個の区間賞を獲得している。また、マラソンにも挑戦し2005年ニューカレドニアで開催された、ヌーメア国際マラソンで優勝、2007年の泉州国際マラソンでも優勝を果たした。
久留米工業大学時代では、女子駅伝部の監督として学生の指導にあたった。2011年5月九州学生対校選手権大会や9月の九州学生選手権大会、12月九州学生女子駅伝対校選手権大会など各種大会に参加してきた。2016年8月末、久留米工業大学を退職。

## マラソン全成績
- 2:21:59　　 5位　94.02.20　延岡
- 2:28:25　　18位　94.08.28　札幌
- 2:21:58　　16位　94.12.18　防府
- 2:19:09　　 4位　95.03.26　長野(信毎)
- 2:16:35　　 5位　95.12.17　防府
- 2:19:20　　 1位　96.03.31　長野(信毎)
- 2:17:48　　 9位　96.08.18　ｼﾄﾞﾆｰ
- 2:18:12　　 8位　97.02.02　大分
- 2:20:50　　 1位　97.04.20　ﾛｰﾄﾞｽ
- 2:15:17　　12位　97.12.07　福岡
- 2:16:45　　20位　98.12.06　福岡
- 2:30:10　　39位　99.04.18　長野
- 2:24:35　　 2位　01.09.15　玉造
- 2:18:21　　 3位　03.02.23　延岡
- 2:20:38　　16位　04.02.01　大分
- 2:18:41　　 2位　05.02.20　泉佐野
- 2:26:54　　 1位　05.08.21　ﾇｰﾒｱ
- 2:22:34　　13位　06.02.19　延岡
- 2:18:49　　 1位　07.02.18　泉佐野